# Hans Peter Hümmer

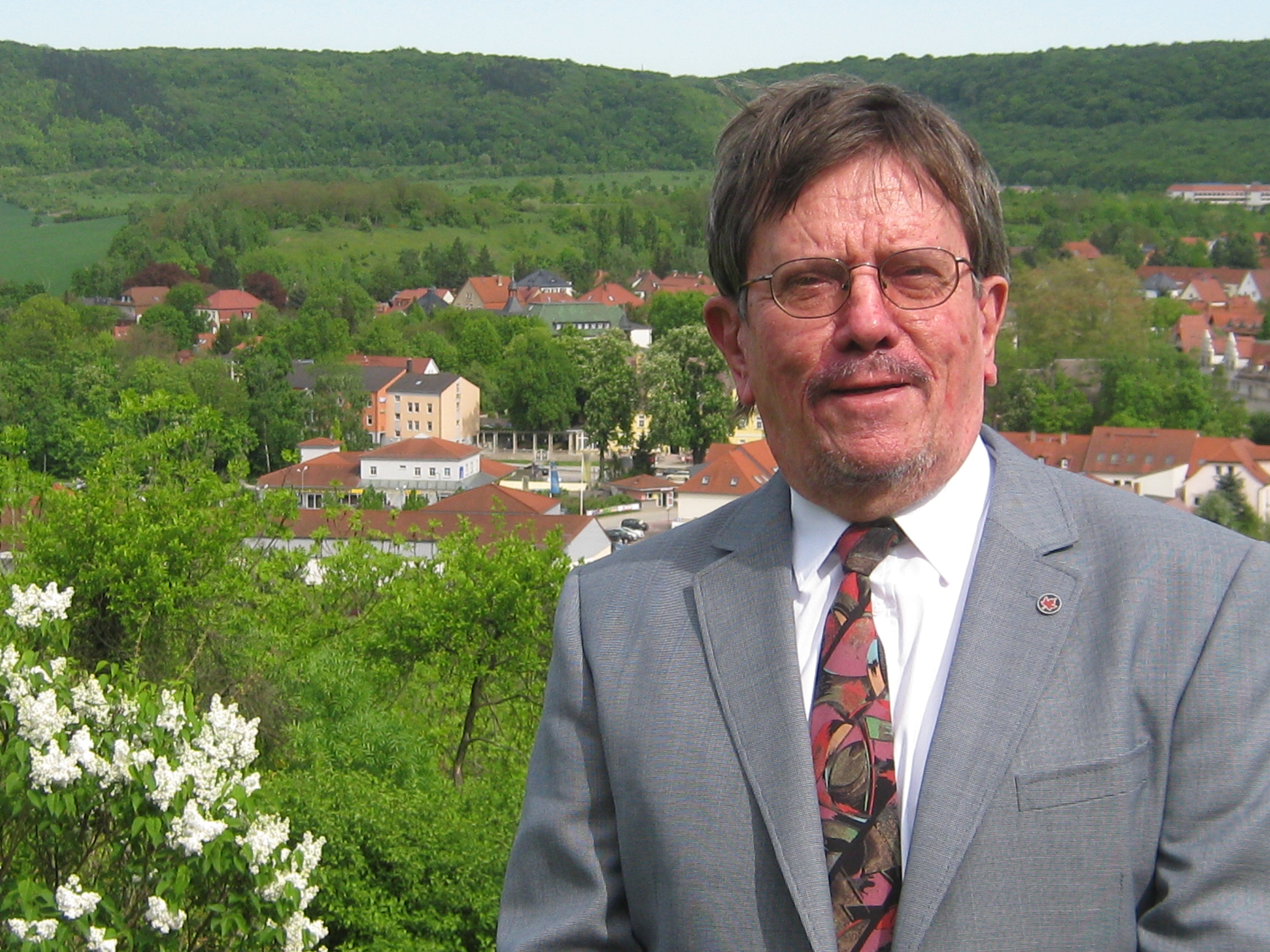
Hans Peter Hümmer (2013)

Hans Peter Hümmer (* 24. August 1943 in Unterasbach, Landkreis Fürth) ist ein deutscher Kinderchirurg und Studentenhistoriker.

## Leben
Als Sohn eines Sanitätsoffiziers  und Landarztes besuchte Hümmer die Grundschule in Oberasbach und das humanistische Neue Gymnasium in Nürnberg. Nach dem Abitur studierte er von 1962 bis 1968 Medizin an der Friedrich-Alexander-Universität Erlangen, der Universität Wien und der Universität Graz. Das Physikum und das Staatsexamen machte er in Erlangen. Mit einer gerichtsmedizinischen Doktorarbeit bei Marika Geldmacher-von Mallinckrodt wurde er 1968 in Erlangen magna cum laude zum Dr. med. promoviert. Er wurde Mitglied der Schlaraffia Am Erlenanger.Er ist Alter Herr des Corps Onoldia Erlangen.

### Chirurgie
Hümmer war Medizinalassistent in Schwabach und Pforzheim. Chirurg wurde er bei Georg in Pforzheim. Die Ausbildung wurde 1970/71 durch die achtzehnmonatige Restantenzeit als Stabsarzt in München und Karlsruhe unterbrochen. Im April 1976 trat Hümmer in die Chirurgische Universitätsklinik Erlangen, in der er sich der Thoraxchirurgie, Viszeralchirurgie und Intensivmedizin widmete. Die Zusatzausbildung in Kinderchirurgie erhielt er am  Universitätsspital Zürich bei Peter Paul Rickham und im Universitätsklinikum Erlangen. Nach drei Jahren als Oberarzt bei Franz Paul Gall und nach mehreren Auslandsaufenthalten übernahm Hümmer am 1. Januar 1984 die Leitung der Kinderchirurgie in der Erlanger Chirurgie. Im selben Jahr habilitierte er sich. Als Privatdozent erhielt er die Lehrbefugnis für Chirurgie/Kinderchirurgie. Im März 1988 wurde er als a.o. Professor für Kinderchirurgie nach Essen, im Mai 1991 zurück nach Erlangen berufen. Die dortige Abteilung wurde 1996 nach dem Bayerischen Hochschulgesetz eigenständig. Hümmer leitete sie bis zu seiner Emeritierung im März 2010. Seine Schüler setzen seine Arbeit im Universitätsklinikum Regensburg (Christian Knorr und Peter Weber) und in Kaiserswerth (Bertram Reingruber) fort.

### Arztrecht und Patientenaufklärung
Mit Walther Weißauer und Wolfgang Müller-Osten vom Berufsverband der Deutschen Chirurgen begann Hümmer 1978, Informationsblätter für Patienten und ihre Angehörigen zu entwickeln. In Deutschland und Europa waren sie damals ohne Vorbild. Sie dienen der Dokumentation einer rechtskonformen und zugleich verständlichen Aufklärung vor chirurgischen Eingriffen. Die „Stufenaufklärung“ setzte Maßstäbe. Die schriftlich dokumentierte „Basisinformation zum Aufklärungsgespräch“ hat sich in vielen Haftpflichtprozessen bewährt. Die Blätter erscheinen in Fremdsprachen und in digitaler Version. Sie werden fortlaufend aktualisiert und von Gerichten als Beweismittel für die korrekte und umfassende Aufklärung anerkannt.

### Forschung
Hümmers chirurgische Schwerpunkte lagen mehr als drei Jahrzehnte auf den angeborenen Fehlbildungen des Neugeborenen, der chirurgischen Onkologie des Kindesalters und der Thoraxchirurgie. In der Rekonstruktion der Brustwand setzte er die Schule seines Lehrers Hegemann fort. Seit 1976 behandelt er angeborene und erworbene Deformitäten wie Trichterbrust und Kielbrust alter- und fachübergreifend. Unter seiner Leitung entstand das erste Trichterbrustzentrum in Deutschland, an dem bis zu seiner Pensionierung mehrere tausend Eingriffe durchgeführt wurden. Auf Hümmer geht das sog. Erlanger Verfahren, die Minimalisierte Erlanger Korrekturmethode (MEK), zurück. Hümmer hat über 100 Doktoranden betreut und neun Mitarbeiter habilitiert.

### Ehrenämter
- Mitglied des Prüfungsausschusses (1989) und des Fachberatergremiums (2008) Kinderchirurgie der Bayerischen Ärztekammer (seit 1989)
- Fachgebietsherausgeber für Allgemeine und Kinderchirurgie bei Perimed Compliance/Thieme proCompliance (seit 1996)
- Vorstand der Deutschen Gesellschaft für Kinderchirurgie (2006–2008), 2007 Kongresspräsident

## Studentenhistoriker
Hümmer wurde 1962 im Corps Onoldia aktiv. Von jeher an Universitäts- und Studentengeschichte interessiert, ist er seit 1999 der dienstälteste Schriftleiter von Einst und Jetzt, dem Jahrbuch des Vereins für corpsstudentische Geschichtsforschung. Er gehört zu den führenden Stammbuchkennern. Für Verdienste um die corpsstudentische Geschichtsforschung erhielt er 2016 die Rudelsburg-Plakette.

### Studentengeschichtliche Publikationen
- Tradition und Zeitgeist an der Wiege der Burschenschaft. Eine Bestandsaufnahme aus corpsstudentischer Sicht. Einst und Jetzt, Bd. 37 (1992), S. 93–113.
- Ewigkeit geschwor’nen Eyden. 200 Jahre Corps Onoldia. Erlangen/Nürnberg 1998, ISBN 3-00-003028-X.
- Die Entstehung der Corps im Zeichen des klassischen Idealismus, in: Rolf-Joachim Baum (Hg.): Wir wollen Männer, wir wollen Taten. Kösener Festschrift. Berlin 1998, ISBN 3-88680-653-7, S. 15–44.
- Erlangen – ein frühes Zentrum des NS-Studentenbundes. Einst und Jetzt, Bd. 45 (2000), S. 177–214.
- Mensurverletzungen. Möglichkeiten der Prophylaxe und Versorgung in vorantiseptischer Zeit. Einst und Jetzt, Bd. 50 (2005), S. 245–280.
- Georg Friedrich Hildebrandt (1764–1816). Ein Erlanger Professor der Medizin und Naturwissenschaften und sein Göttinger Stammbuch. Einst und Jetzt, Bd. 52 (2007), ISSN 0420-8870, S. 85–146.
- Der [Erlanger und Jenenser] „Burschen-Comment“ des Martialis Schluck von Raufenfels. Die lateinische Fassung von 1780 und ihre erste deutsche Übersetzung von 1798. Einst und Jetzt, Bd. 52 (2007, ISSN 0420-8870) S. 13–56.
- mit Michaela Neubert: Die studentischen Stammbücher mit Einträgen aus Jena im Institut für Hochschulkunde an der Universität Würzburg. Ein Bestandskatalog.  Einst und Jetzt. Band 53 (2008, ISBN 978-3-87707-717-7) S. 271–298
- Corpsstudenten im Zarenreich: Die Burschenbibel des stud. med. (1851–56) Johannes Bienemann Curonus Dorpatensis. Einst und Jetzt, Bd. 54 (2009, ISBN 978-3-87707-753-5) S. 137–218.
- mit Jesko Graf zu Dohna: Universitätsberichte des [Castellischen] Hofmeisters Heinrich Stephani (1761–1850). Eine unbekannte Quelle zur Jenaer Antiduellbewegung (1791–93). Einst und Jetzt, Bd. 55 (2010, ISBN 978-3-87707-781-8) S. 49–92.
- Das freie Corps Franko-Bavaria (1941–47). Seine Rolle für die Rekonstituierung der Onoldia und des SC zu Erlangen nach dem II. Weltkrieg. Einst und Jetzt, Bd. 55 (2010, ISBN 978-3-87707-781-8). S. 383–416.
- Als Erlangen noch preußisch war. Stammbuch des Freiherrn Friedrich von Crailsheim (1804–06). Einst und Jetzt, Bd. 56 (2011, ISBN 978-3-87707-808-2) S. 85–128
- Lieder und Duelle in einer Burschenbibel (Heinrich Adolphi Curonus Dorpatensis, stud. phys. 1858–60). Einst und Jetzt, Bd. 56 (2011, ISBN 978-3-87707-808-2) S. 211–248.
- mit Michaela Neubert: Das Ordensstammbuch des Livländers Christian Benjamin Frobrig (Jena 1789 – Erfurt 1795). Einst und Jetzt, Bd. 57 (2012, ISBN 978-3-87707-835-8) S. 67–130.
- mit Michaela Neubert: Wilhelm Schmiedebergs Blätter der Erinnerung (1835–1839). Ein Beitrag zur studentischen Memorialkultur an der Albertus-Universität Königsberg, hg. vom Verein für corpsstudentische Geschichtsforschung in Zusammenarbeit mit dem Institut für Hochschulkunde an der Universität Würzburg und der Deutschen Gesellschaft für Hochschulkunde. Würzburg/Neustadt an der Aisch 2013, ISBN 978-3-87707-872-3.
- mit Michaela Neubert: „Was ist des Franken Vaterland?“ Stammbuch I des Bayreuthers Carl (von) Glück (stud. jur. Erlangen 1807–1811). Einst und Jetzt, Bd. 59 (2014, ISBN 978-3-87707-870-9) S. 205–288.
- mit Michaela Neubert: „Unsere Fahne, so blutig, so rot“ – Spurensuche zur Göttinger und Jenaer Vandalia im Stammbuch (1812–16) des stud. theol. Adolph Goetze aus Neustrelitz. Einst und Jetzt, Bd. 60 (2015, ISBN 978-3-87707-951-5) S. 67–128.
- Familiengeschichtliche Spuren im Poesiealbum der Anna Maria Barbara Eisen (Nürnberg 1787). Blätter für fränkische Familienkunde, Bd. 38 (2015, ISBN 978-3-929865-30-1)
- mit Anne-Karoline Distel: Inviolabilisten und Indissoziabilisten. Stammbuch Gerhard Henrich von Halem aus Dornum in Ostfriesland (Frankfurt a.O. 1774–1776). Einst und Jetzt, Bd. 61 (2016, ISBN 978-3-87707-991-1) S. 141–170.
- mit Michaela Neubert: Rhenanen, Franken, Schwarze Brüder. Stammbuch Ludwig Arndt Reuther aus Saarbrücken (Gießen 1787–1790). Einst und Jetzt, Bd. 61 (2016, ISBN 978-3-87707-991-1) S. 13–56.
- „Nimmer sich beugen“. Onoldia und die NS-Kameradschaft Dietrich Eckart. Einst und Jetzt, Bd. 66 (2021), S. 231–252.

### Miszellen
- Nur ein Medizyniker. Poetische Seitensprünge meiner Wachsaalzeit. Erlangen 1979 – „systemkritische“ Gedichte
- Tricherbrustkorrektur nach Willibald. – Karikaturen.
- Kunigunde seufzte leise. Aus den obskuren Schriften des Ritters Kunifechs von Minne-so-da. Ur-Ahá Anno Uhui 182 [Herzogenaurach 1991]
- Elpís – Denn nur die Hoffnung ist unsterblich. Eine Götterkomödie. Hrsg. aus dem Nachlass des Ritters Amphortas v. Muselvatsch. VDS Schmidt, Neustadt an der Aisch 2013, ISBN 978-3-87707-887-7.
- De Bello Moerico. Gedichte und Essays über den Möhrenkrieg. Athenae Regnicensis [= Erlangen] Anno Uhui 155 [= 2014]

## Chirurgische Publikationen
- mit P. G. Weber: Die „neue“ Erlanger Trichterbrustkorrektur. Minimalisierung eines bewährten Verfahrens. Zentralblatt für Chirurgie 131 (2006), S. 493–498.
- mit P. G. Weber und B. Reingruber: Forces to be overcome in correction of pectus excavatum. The Journal of Thoracic and Cardiovascular Surgery 132 (2006), S. 1369–1373.
- mit J. P. Beier, P. G. Weber, B. Reingruber, U. Kneser, A. Dragu, R. E. Horch und A. D. Bach: Aesthetic  and functional correction of female, asymmetric funnel chest – A combined approach. Breast 18 (2009), S. 60–65.
- mit B. Reingruber, P. G. Weber und C. Knorr: Indikation und Technik der „minimal-invasiven“ Trichterbrustkorrektur. Chirurgische Allgemeine 4 (2010), S. 193–201 und 5 (2010), S. 277–284.
- The Programmed Physician. Indication and Explanatory Instruction Duty in Pediatric Surgery. In: Monatsschrift für Kinderheilkunde. 130 (1982), S. 311 ff.
- mit P. Klein: Aufklärungspflicht vor ambulanten Operationen aus chirurgischer Sicht. ambulant operieren 2 (2007), S. 83–88.